# 레이스 임보든
레이스 앨릭 리드 임보든(영어: Race Alick Reid Imboden, 1993년 4월 17일~)은 미국의 펜싱 선수이자 모델이다. 주 종목은 플뢰레이다.
그는 팬아메리카 선수권 대회에서 2011년과 2012년에 2년 연속으로 2관왕을 달성하였다. 그는 2012년 하계 올림픽에 참가하였으나, 개인전에서는 16강에서 탈락하였고, 단체전에서는 4위를 기록하였다. 그는 2013년 4월을 기준으로 FIE 랭킹 11위에 랭크되어 있었다. 그의 최고 랭킹은 2012년 하계 올림픽을 앞두었을 때의 4위였다.